# Ókeanos
Ókeanos (starořecky Ὠκεανός, též Ὠγενός/ Ὤγενος Ógenos nebo Ὠγήν Ógén, latinsky Oceanus) je v řecké mytologii titán první generace, vládce stejnojmenné sladkovodní řeky obkružující svět a zdroj všech řek i moří, manžel Tethydy, otec Ókeanoven, Potamoi „Řek“, případně dalších dětí. Většina zdrojů, nejstarším z nich je Hésiodova Theogonía, se shoduje v tom že byl synem Úrana a Gaie, stejně jako jeho manželka a ostatní titáni první generace: Hyperión a Theia, Kríos, Koios a Foibé, Iapetos, Themis, Mnémosyné a nejmladší Kronos a Rheia. Z několika zmínek v Iliadě se však zdá, že Homér znal odlišné podání. Ókeanos je v nich prapůvodcem bohů:
Na okraj úrodné země se půjdu podívat,
 kde je Ókean, prapůvod bohů, a rovněž i matka má Téthys,
 kteří mě pěstili s péčí a v domě svém vychovávali
, svěřenou od matky Rheie, když Zeus, jenž do dálky vidí,
 Krona kdys uvrhl pod zem a pod moře neznavitelné.

Homér, Ilias 14.201, překlad Rudolf Mertlík
Platón ve svém dialogu Timaios zase zmiňuje podání, snad orfického původu, podle kterého Úranos a Gaia zplodili Ókeana a Tethydy a ti zase zbylé titány. Jak Hésiodos tak Homér odkazují na to, že Ókeanos stál na Diově straně během titanomachie. Některé starověké zdroje ztotožňují Ókeana s Ofiónem, nepříliš jasnou postavou kosmogonických mýtů, přičemž oběma byla přisuzována hadí přirozenost.
Z Ókeana jako řeky vychází slunce a všechna souhvězdí a zase do něj zapadají, slunce se také skrze Okeána vrací během noci zpět na východ. Představa božstev prvotních vod je pravděpodobně převzatá z Mezopotámie a Ókeanos a Tethys odpovídají Apsúovi a Tiamat.

## Potomstvo
V Hésidově Theogonii jsou uváděny jako děti Ókeana a Téthydy Potamoi „Řeky“, přičemž několik z nich je výslovně jmenováno: například Neilos „Nil“, Istros „Dunaj“, Hermos „Gediz“ nebo Skamandros „Karamenderes“. Mezi třemi sty Ókeanovnami jmenuje například Peithó, Admété, Élektra, Dóris, Úrania, Kallirhoé , Dióné, Métis, Eurynomé a Styx.
Epos Homérika zmiňuje jako děti Okéana a Téthydy darebácká dvojčata jménem Kerkópes. Aristofanés ve svých Oblacích uvádí jako jejich dcery Nefelai „Oblaka“, a Odysseia zmiňuje, že jejich dcerami jsou Aurai „Vánky“. Pseudo-Apollódorova Bibliothéka počítá mezi Ókeanovny Amfitríté a zmiňuje, že Feredýkes tvrdil o Triptolemovi, že je synem Ókeana a Gaii.

## V umění

Ókeanos sochaře Pietra Bracci (Fontána di Trevi)

Ókeanos je po Diovi ze všech bohů nejdůstojnější a antická představa jeho podoby je známa z nečetných vázových maleb a reliéfů.
Na helénských a římských mozaikách byl tento titán často zobrazovaný s vrchním tělem svalnatého a vousatého muže s parohy, a spodní částí těla ve tvaru hada (srov. Týfón). Na fragmentech starobylé nádoby (Britské muzeum 1971.11-1.1) z roku kolem 580 př. n. l. je mezi bohy na svatbě Pélea s nymfou Thetis i Ókeanos s rybím ocasem, který v jedné ruce třímá rybu a ve druhé hada, symboly štědrosti a proroctví. Na římských mozaikách může nést kormidelní veslo a kolébku lodi.
Sám se objevuje pouze v jednom mýtu jako zástupce starého světa, který je ohrožován Héraklem. Hérakles na cestě za jablky Hesperidek křižoval oceán ve zlaté číši ve tvaru leknínu, vypůjčené od Hélia. Ókeanos však chtěl Hérakla vyzkoušet a tak začal číši na vlnách houpat. Hérakles se však rozzlobil a vytáhl svůj luk, což Ókeana polekalo a rychle vlny uklidnil. Cesta Hérakla na Sluneční číši byla častým tématem antických malířů nádobí.